# Zwarte Noord
Zwarte Noord, ook wel Zwartenoord is een natuurgebied op de oostoever van de rivier de Eem bij Eemdijk in de provincie Utrecht. 
De Eem is een ecologische verbindingszone tussen de Utrechtse Heuvelrug en het Eemmeer. De provincie Utrecht streeft naar een rijkbegroeide verbindingszone. Het beleid is erop gericht om in de aanliggende natuurgebiedjes variatie aan te brengen door het laten ontstaan van moeras, schraalland en vochtige ruigte en op de wat hogere droge drogere delen wat bloemrijk grasland. Aan de oostzijde van de Eem hebben De Zwarte Noord, de noordelijker gelegen Bekaaide Maat en de Bruggematen bij Eembrugge de hoogste natuurwaarden.
Het gebied in de uiterwaard is ingericht met een verhoogd waterpeil ingericht om het voor bepaalde vogelsoorten aantrekkelijk te maken.Natuurmonumenten is eigenaar/beheerder van het gebied.